# سفارت هلند در برلین
سفارت هلند در برلین (به آلمانی: Niederländische Botschaft Berlin) یک سفارت در آلمان است که در میته، برلین جای دارد.